# Barther Bodden

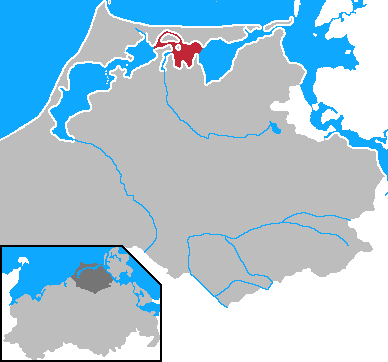
Die Lage des Barther Bodden

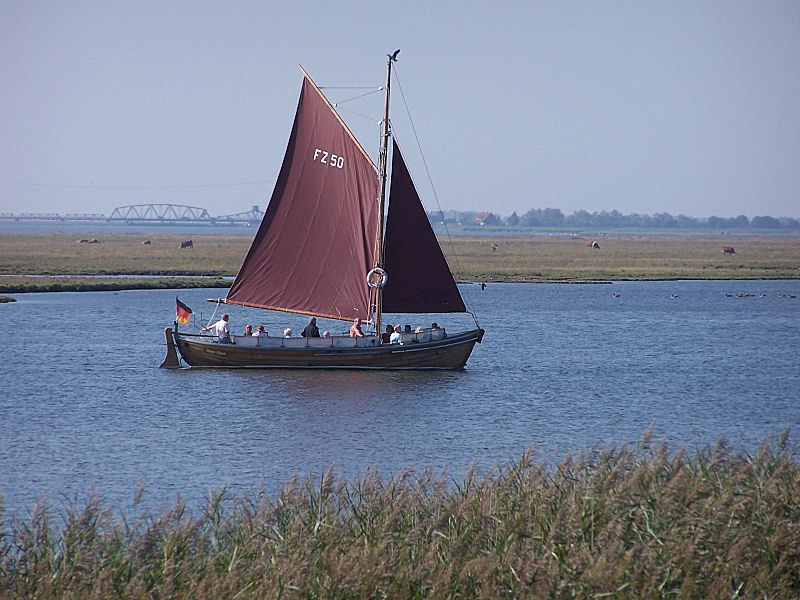
Zeesenboot am Großen Kirr

Der Barther Bodden ist eine große Lagune, auch Bodden genannt, zwischen der Halbinsel Zingst und der auf dem Festland gelegenen Stadt Barth. Er ist Teil der Darß-Zingster Boddenkette. Das größte einmündende Fließgewässer ist der kleine Fluss Barthe.
Große Teile des Barther Boddens haben eine geringere Tiefe als zwei Meter, so dass die Schifffahrt nur eingeschränkt möglich ist. Sie beschränkt sich heute fast ausschließlich auf Sportbootverkehr und Freizeitschifffahrt. Im Norden befindet sich der Zingster Strom, der flussartig ausgeprägte Teil des Boddens südlich von Zingst. Hier befinden sich mit teilweise über sechs Meter auch die größten Wassertiefen des Boddens.
Nordwestlich liegen die beiden als wichtiges Brutgebiet von Möwen, Seeschwalben, Wasser- und Watvögeln bekannten Inseln Kirr und Barther Oie. Diese erheben sich nur einige Zentimeter über den Wasserspiegel des Boddens und sind für den Besucherverkehr gesperrt. Der Kirr wird als Viehweide genutzt und ist während der herbstlichen Zugzeit ein wichtiger Übernachtungsplatz des Kranichs.